# جونیپر (جورجیا)
جونیپر (به انگلیسی: Juniper) یک منطقهٔ مسکونی در ایالات متحده آمریکا است که در شهرستان ماریون، جورجیا واقع شده‌است. جونیپر ۱۲۵٫۸۸ متر بالاتر از سطح دریا واقع شده‌است.